# Murdannia blumei
Murdannia blumei är en himmelsblomsväxtart som först beskrevs av Justus Carl Hasskarl, och fick sitt nu gällande namn av John Patrick Micklethwait Brenan. Murdannia blumei ingår i släktet Murdannia och familjen himmelsblomsväxter. Inga underarter finns listade.